# ビヨンド・アインシュタイン・プログラム
ビヨンド・アインシュタイン・プログラムとはNASAの一般相対性理論を証明する為に設計された計画である。計画では2機の観測衛星と複数の観測宇宙論探査機が含まれる。
コンステレーション-Xと宇宙重力波干渉計 (LISA)がNASAで開発中である。それらは大規模観測の一部ではない。

## 計画

### アインシュタイン大規模観測
- コンステレーション-X (HTXS) (2016): 次世代の X線宇宙観測衛星
- 宇宙重力波干渉計 (LISA) (2015): 宇宙空間で重力波を観測

### アインシュタイン探査機
- インフレーション探査機:宇宙背景放射を観測するために設計されている。(CMB) 偏波;COBEとWMAPの後継
- ブラックホール探査機 (BHFP): HTXSに搭載

- 暗黒エネルギー探査機: 統合暗黒エネルギーミッション(JDEM)は以下の3つの内1つが採択予定。
  - 超新星/加速探査機 (SNAP)
  - 暗黒エネルギー宇宙望遠鏡 (Destiny)
  - 先進型暗黒エネルギー物理学望遠鏡 (ADEPT)

### Einstein Vision missions
- ビッグバンオブザーバー、LISAとInflation 探査機の後継、重力波も観測
- ブラックホールイメージャー (MAXIM): X線の観測でガスがブラックホールに吸い込まれる様子をHTXSとBHFPで捉える。